# Bo Ruberg
Bo Ruberg (nacido en 1985) es una persona académica estadounidense conocida por su trabajo sobre teoría queer y videojuegos.
Es profesore asociado en la Universidad de California, Irvine, en la Klein College of Media and Communication.Ha publicado las obras Video Games Have Always Been Queer, The Queer Games Avant-Garde y Sex Dolls at Sea: Imagined Histories of Sexual Technologies, y editado Queer Game Studies. Desde 2023 es coeditore jefe, junto a Liz Elcessor, del Journal of Cinema and Media Studies.

## Educación
Ruberg recibió su doctorado en Literatura Comparada de la Universidad de California en Berkeley tras un estudio en profundidad sobre la comunidad queer en los videojuegos.

## Investigación
El trabajo académico de Ruberg se centra en estudios de juegos queer, un subcampo de estudios de juegos que se ocupa de la representación LGBTQ y la teoría queer entre los diversos jugadores del medio.
Su segundo libro, The Queer Games Avant-Garde ( Duke University Press, 2020), ganó el premio Israel Fishman Non-Fiction Award 2021, un premio Stonewall Book Award, de la American Library Association . Su tercer libro, Sex Dolls at Sea: Imagined Histories of Sexual Technologies ( MIT Press, 2022), ganó el premio Anne Friedberg Innovative Scholarship Award 2023 de la Sociedad de Cine y Estudios de Medios.
Ruberg coeditó, con Adrienne Shaw, Queer Game Studies ( University of Minnesota Press, 2017), una antología de ensayos de académicos, periodistas y diseñadores de juegos sobre la representación y la teoría queer en los videojuegos. La colección fue revisada favorablemente por LA Review of Books y Lambda Literary .

## Otros trabajos
Ruberg cofundó la Conferencia Queerness in Games, "un evento orientado a la comunidad y reconocido internacionalmente dedicado a explorar la intersección de cuestiones LGBTQ y juegos" que se llevó a cabo de 2013 a 2020, siendo su cancelación por falta de asistencia al evento tras varios años en declive. De 2005 a 2009, fue periodista de tecnología y escribió para publicaciones como The Village Voice, Wired, The Economist y Forbes.

## Premios
- Premio Israel Fishman de no ficción 2021, premio Stonewall Book.

## Libros

### Como autore
- Ruberg, B. (2022). Sex Dolls at Sea: Imagined Histories of Sexual Technologies. Cambridge, MA: MIT Press.
- Ruberg, B. (2020). The Queer Games Avant-Garde. Durham, Carolina del Norte: Duke University Press.
- Ruberg, B. (2019). Video Games Have Always Been Queer. Nueva York, Nueva York: NYU Press.

### Como editore
- Brewer, Joanna, Bo Ruberg, Amanda Cullen y Christopher Persaud (eds, 2023). Real Life in Real Time: Live Streaming Culture. Cambridge, MA: MIT Press.
- Ruberg, B. y Adrienne Shaw (eds, 2017). Queer Game Studies. Minneapolis, MN: Prensa de la Universidad de Minnesota.